# Pasitelegrafia
Pasitelegrafia è il nome che Graziadio Isaia Ascoli attribuì ad un progetto di "lingua universale telegrafica" da lui stesso elaborato e pubblicato nel 1851. 
Il giovane studioso (all'epoca poco più che ventenne) era stato stimolato alla pubblicazione delle sue riflessioni in materia dalla notizia, appresa nel luglio di quello stesso anno, che un ispettore telegrafico di Vienna ("sig. Rad") stava anch'egli lavorando ad un progetto analogo. L'entusiasmo dell'autore e la fretta di pubblicare per primo uno studio del genere traspaiono evidenti nell'introduzione dell'opera. 
Il principio della pasitelegrafia è quello di trasporre in un codice standardizzato i concetti (ciò che la linguistica saussuriana chiamerà in seguito il significato delle parole), astraendo dai suoni e dai segni grafici che le singole lingue impiegano per esprimerli (cioè dal significante): 
La pasitelegrafia cerca quindi di esprimere nel modo più sintetico a anche più completo possibile tutti i significati possibili. Non solo significati "lessicali" ma anche "grammaticali" (le "relazioni e modificazioni delle idee" di Ascoli). Per fare ciò, egli adottò un codice prevalentemente numerico.
Per cominciare, egli divise i concetti esprimibili in otto grandi categorie, numerate da 1 a 8:
1. Indizi di persona; relazione e modo del discorso; congiunture di moto, tempo e luogo
2. Religione, universo, la terra
3. Uomo fisico e morale e gli altri animali
4. Commercio, nazioni, paesi, città
5. Diplomazia, cancelleria, guerra, giurisdizione
6. Scienze, arti, mestieri, loro prodotti e strumenti
7. Tempo luogo e qualità
8. Nomi propri i più comuni e ragguardevoli

All'interno di ogni categoria, poi, ogni concetto avrebbe una propria numerazione, ed ogni concetto sarebbe quindi rappresentato da due numeri ("numeratore pasitelegrafico" e "cifra pasitelegrafica"), separati da una barra obliqua. Ad esempio, nella Categoria Prima:
1/1 continua congiungendo (ital. e)
1/2 congiunge alternando (ital. o)
1/3 chi parla (io)
1/4 quello cui si parla (tu)
(...)
1/12 appropria a quello che parla (mio)
1/13 appropria a quello cui parla (tuo)
1/30 dà color di domanda al discorso (an? latino)
ecc.
Nella Categoria Seconda (Religione, universo, la terra):
2/1 Dio
2/2 angelo
2/3 religione (tutto ciò che si riferisce al legame dell'uomo con la divinità)
2/4 fede (credenza religiosa)
...
2/16 universo
2/17 mondo
2/18 terra (continente)
2/19 cielo
2/20 terra (suolo)
2/21 polvere
e via di questo passo.